# Fjällbastardsvärmare
Fjällbastardsvärmare (Zygaena exulans) är en fjäril i familjen bastardsvärmare.

## Kännetecken
Fjällbastardsvärmaren har fem röda fläckar på vardera framvinge. Den fläck som sitter närmast huvudet är avlång. Framvingarna kan vara något genomskinliga, så att de får en dragning åt grått. Framvingarna är rundande, breda och relativt korta och antennerna är korta med väl markerade klubbor. Mest utmärkande är den mycket håriga bakkroppen, med längre hår än andra bastardsvärmare. Det finns en viss risk att förväxla fjällbastardsvärmare med mindre bastardsvärmare, men dess bakkropp är betydligt mindre hårig. Det är dessutom bara i Dalarnas fjällvärld som de båda arterna möts.

## Utbredning
I Sverige hittar man fjällbastardsvärmaren längs hela fjällkedjan, från Norrbotten till Dalarna. I övriga världen återfinns den i bergsområden i södra Europa (Alperna, Pyrenéerna, Apenninerna och Balkanbergen) på 1800–3000 meter över havet, samt i Skottland och norra Ryssland. 